# Malé lucemburské Švýcarsko

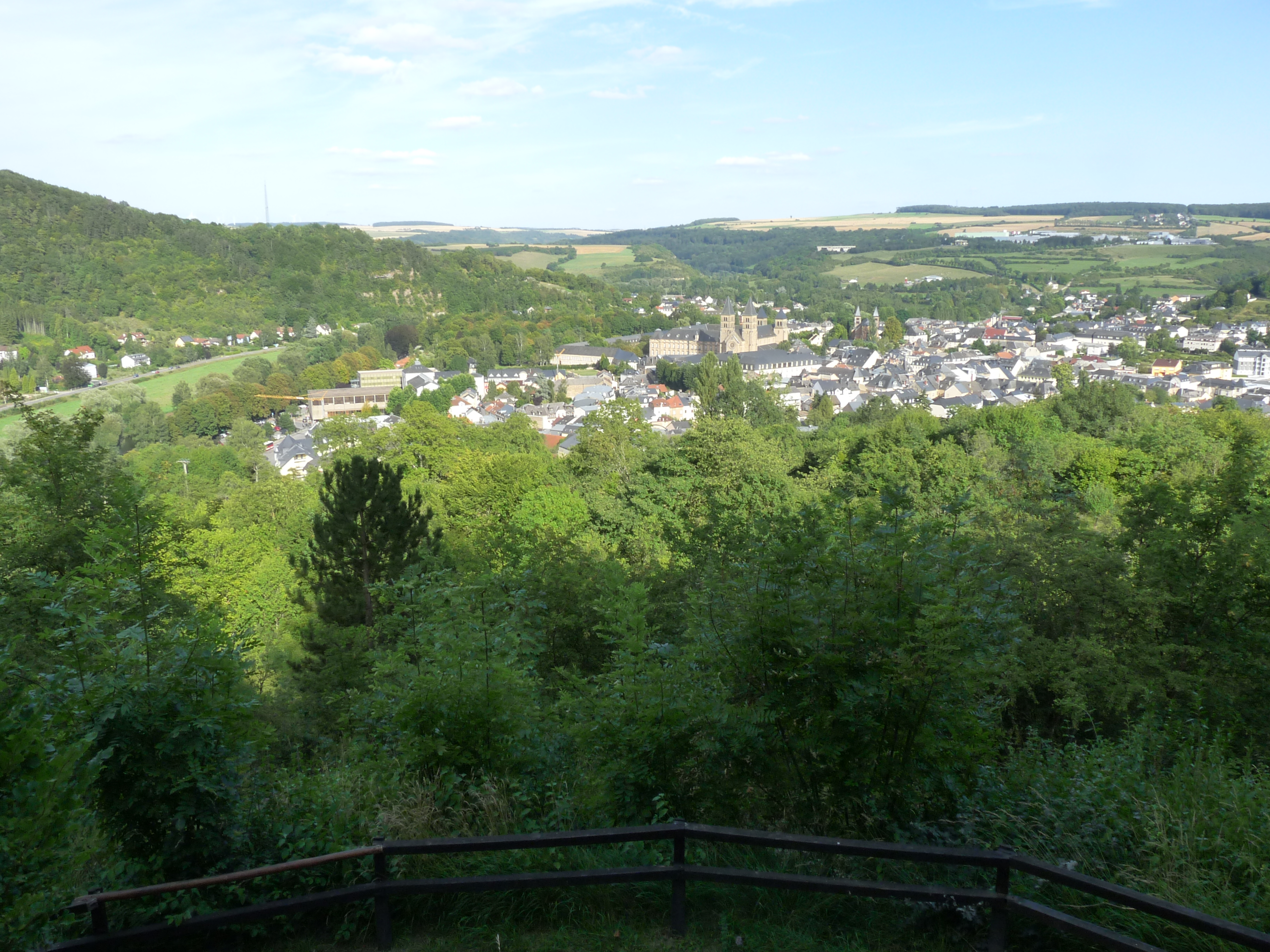
Pohled na Echternach shora

Malé lucemburské Švýcarsko je jiné pojmenování pro region Mullerthal, který se nachází ve státu Lucembursko severovýchodně od hlavního města Lucemburk.
Malé lucemburské Švýcarsko má rozlohu 310,9 km² a zahrnuje celkem 15 obcí. Dominantním střediskem této oblasti je město Echternach, které je považováno za hlavní kulturní a historickou část malého lucemburského Švýcarska.
Region je navštěvován pro svou historii a přírodní panorama, divoké skalní útvary a hluboké lesy. Skály často tvoří pískovec. Erozní procesy vytváří zajímavá místa pro turistické cíle.

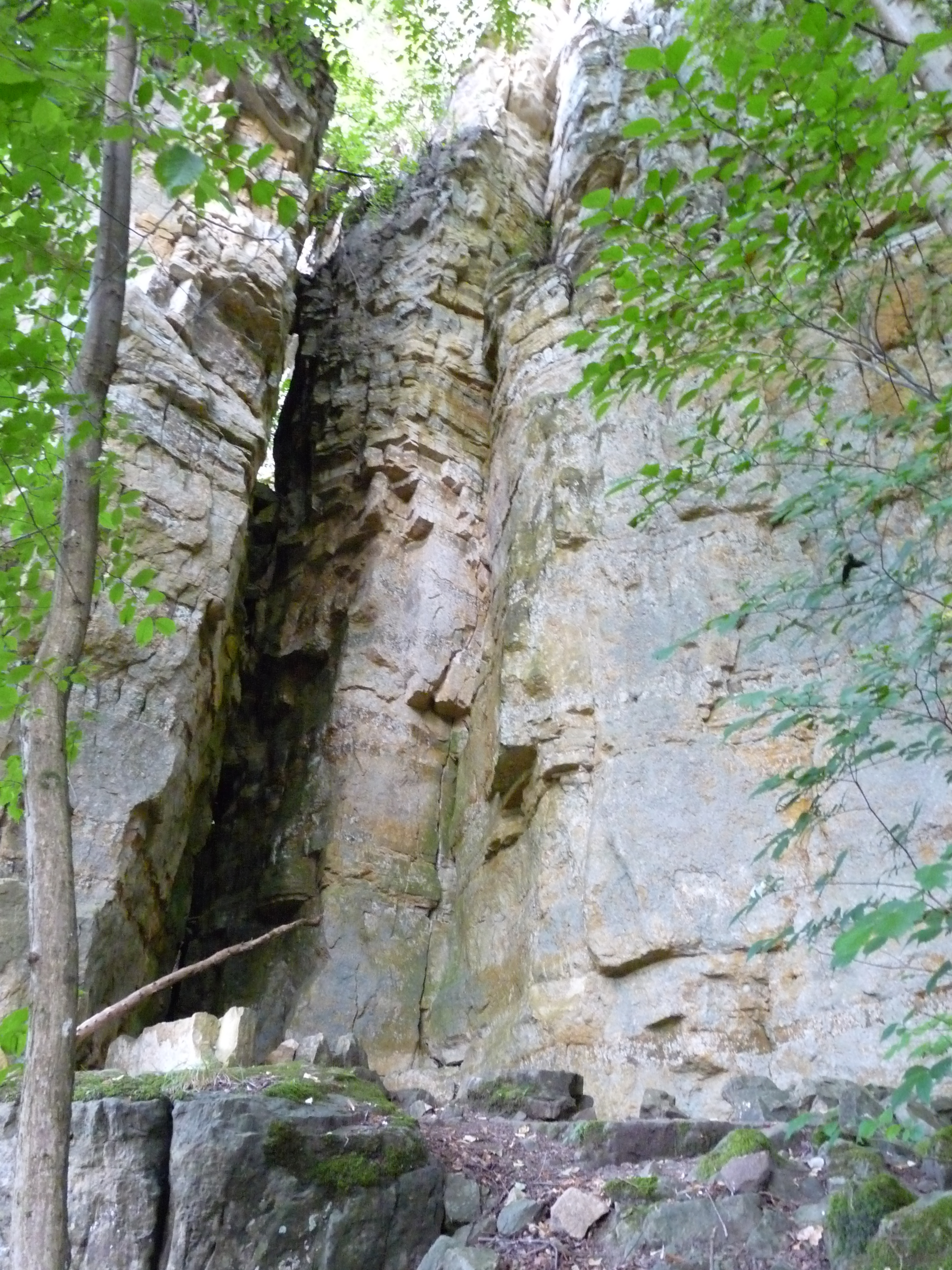
Skály a příroda v okolí Echternachu
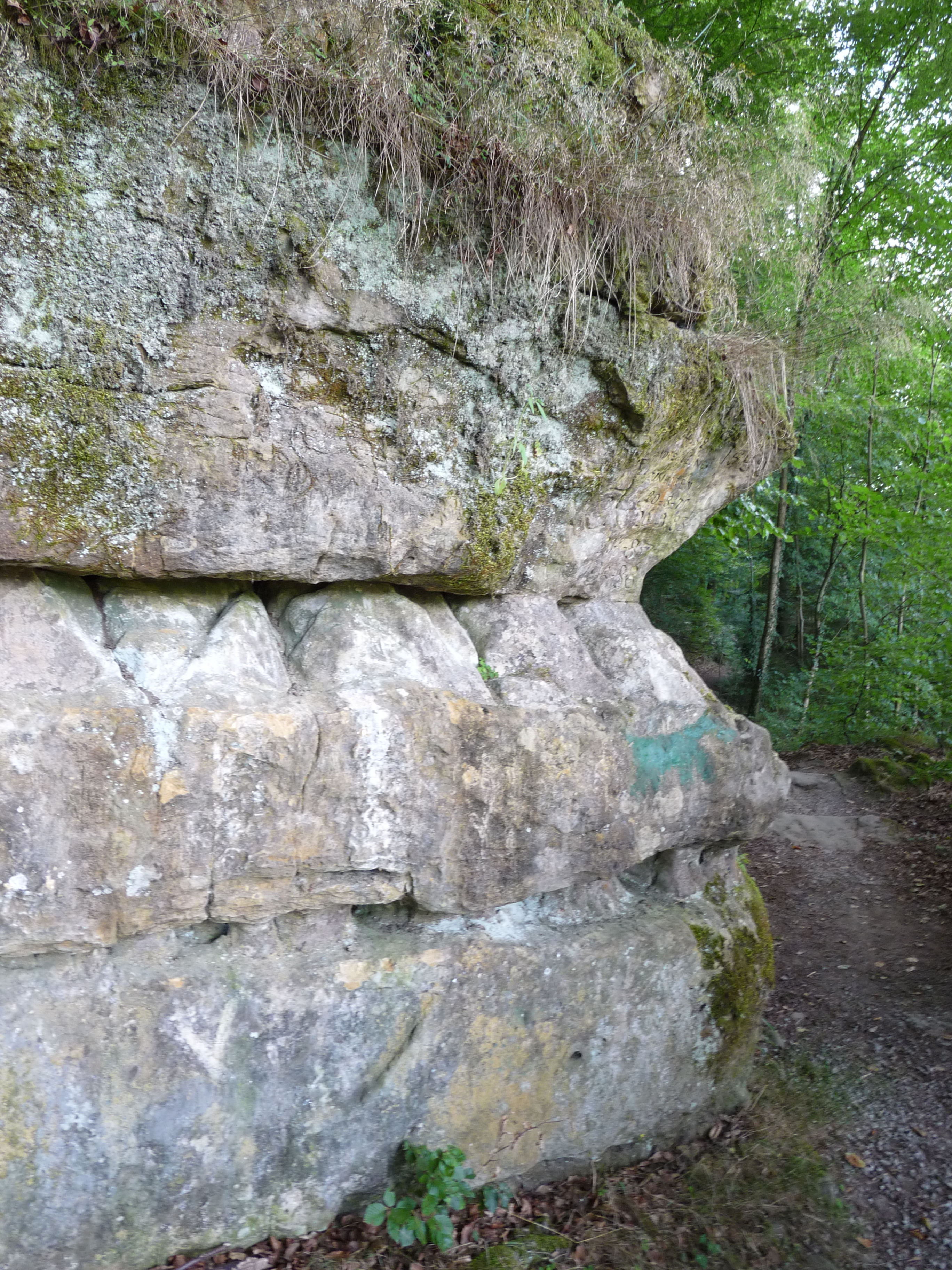
Erozivní procesy ve skalách